# Gelnica
Gelnica (deutsch Göllnitz, ungarisch Gölnicbánya – älter auch Göllnicbánya) ist eine Kleinstadt in der Ostslowakei in der Region Zips. Sie gibt dem Okres Gelnica den Namen und ist auch dessen Verwaltungssitz.

## Unterteilung
Die Stadt hat keine offiziellen Stadtteile, jedoch gehören Turzov/Turzovské kúpele (deutsch Thurzobad) und Huta Mária (deutsch Marienhütte) sowie (Slovenské) Cechy (deutsch Zechen) zum Stadtgebiet.

## Geschichte

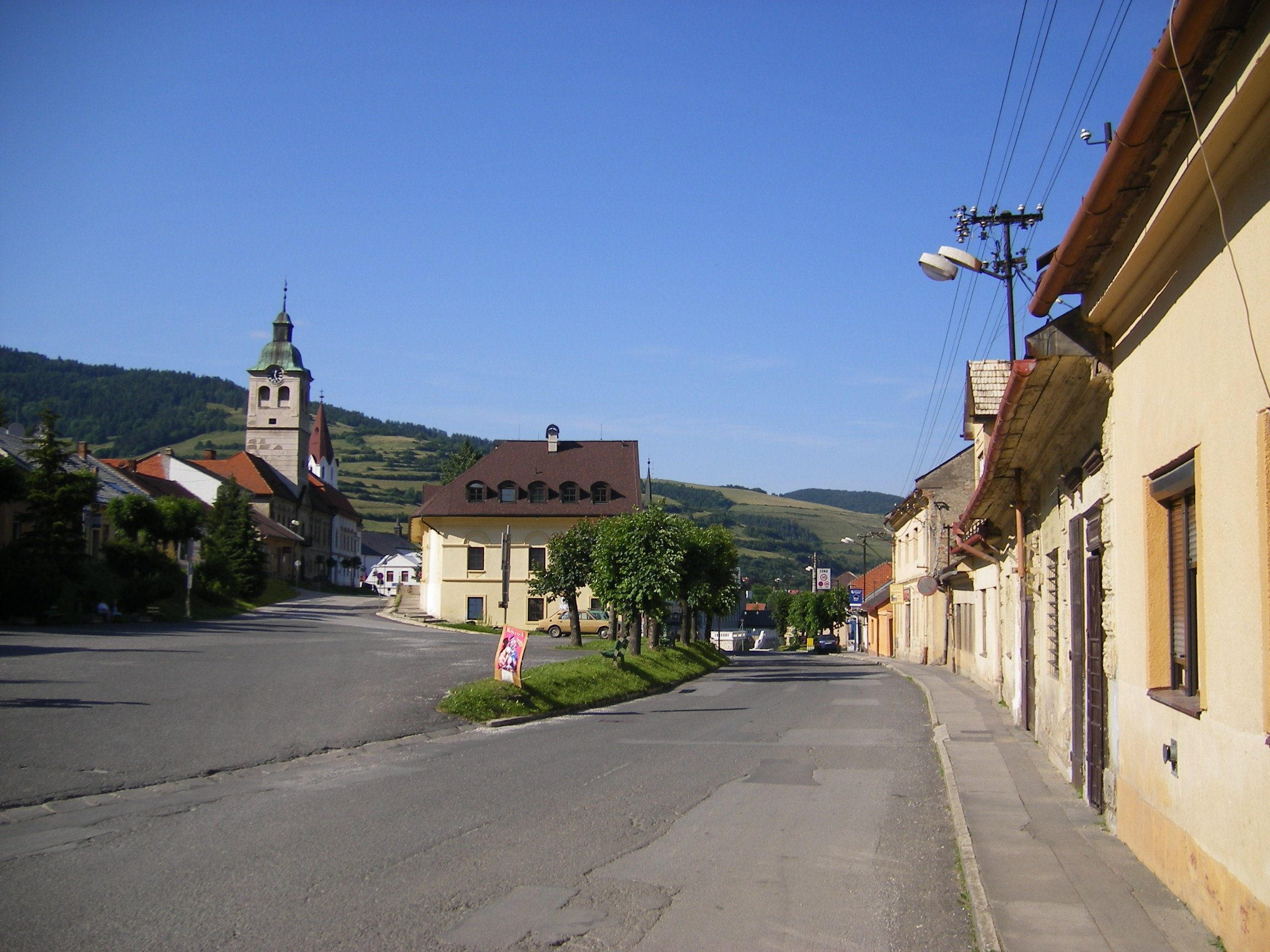
Blick auf den Hauptplatz in Gelnica

Die Stadt ist ein altes Siedlungsgebiet (Steinzeit, Bronzezeit). Der deutsche Name ist vom slawischen Namen des Flusses „Gnilec“ (Hnilec) abgeleitet, der heutige slowakische Name entstand aus dem deutschen Namen. Der ungarische Name ist Gölnicbánya, der auf den Bergbau hinweist.
Ihre Stadtrechte erhielt die Stadt von 1238 bis 1269. Die ursprüngliche slowakische Siedlung wurde nach dem Mongoleneinfall von 1241 durch deutsche Siedler, sogenannte Zipser Sachsen aus westmitteldeutsch-mittelfränkischen Dialektgebieten (Rheinland und Umgebung), zu kleineren Anteilen aus ostmitteldeutschen Dialektgebieten (Thüringen, Sachsen, damals „Meißner Land“ genannt, Schlesien) deutlich erweitert und erhielt 1264 ihre wichtigsten Stadtrechte (Erhebung zur Bergstadt). Aufgrund der Entstehung des Bergbaus waren die meisten Siedler wohl erfahrene Bergleute aus schon etablierten Revieren dieser Regionen (Erzgebirge, Schlesien, Siegerland usw.). Die Stadtrechtsurkunde von 1264 ist nicht erhalten geblieben, nur ihre Bestätigung von 1276, in der die Stadt als „Gelnic“ erstmals erwähnt und als eine bereits gut entwickelte königliche Stadt beschrieben wird. 1435 wurde die Stadt zu einer königlichen freien Bergstadt erhoben.
In der Stadt wurde Silber, Kupfer, Quecksilber, Blei und Eisenerz gefördert. Später war der Ort lange Jahre der Hauptort der sieben Bergstädte der sogenannten oberungarischen Heptapolitana (in der südlichen Zips und südlich davon). Diese unterschieden sich von den Städten der Nordzips, dass sie nicht allein dem aus mitteldeutschen, sondern vorwiegend aus dem bairischen Dialektgebiet besiedelt wurden. Die regionalen Dialektvarianten der südlicheren Unterzips, genannt Mantakisch oder Gründlerisch, zeigen vorwiegend bairische Merkmale neben west- und ostmitteldeutschen Relikten. Untersuchungen der städtischen Kanzleisprachen, besonders auch in Göllnitz ergaben, dass sich diese dominanten Einflüsse erst ab Mitte des 15. Jahrhunderts durchsetzten, es also in der Phase des erneuten Aufblühens des regionalen Bergbaus ab 1450 zu einem zahlreichen Zuzug von Bergleuten des bairischen Dialektgebiets (wie aus Schwaz/Kitzbühel in Tirol, Gastein/Rauris in Salzburg oder aus der Oberpfalz usw.) gekommen sein muss (siehe auch Artikel Zipserdeutsch).
Mit dem Ende des 15. Jahrhunderts eintretenden Niedergang war ein bis 1527 fortschreitender Verlust an Privilegien verbunden. Im 18. Jahrhundert setzte wieder eine Erholung ein (Eisenerzförderung), die mit der Wiedererringung von Privilegien (1844) verbunden war.
1892 wurde hier das erste Kraftwerk auf dem Gebiet der heutigen Slowakei (damals Oberungarn) in Betrieb genommen.
1910 hatte die Stadt 3833 Einwohner. Davon waren 2095 Deutsche, 1098 Slowaken und 606 Ungarn.

## Bevölkerungsentwicklung
| Jahr:                | 1994. | 2004.   | 2014.   | 2024.   |
| -------------------- | ----- | ------- | ------- | ------- |
| Anzahl der Personen: | 6366  | 6213    | 6163    | 5775    |
| Unterschied:         |       | -2,40 % | -0,80 % | -6,29 % |

| Jahr:                | 2023. | 2024.   |
| -------------------- | ----- | ------- |
| Anzahl der Personen: | 5807  | 5775    |
| Unterschied:         |       | -0,55 % |

## Sehenswürdigkeiten
Im Ort befinden sich eine mittelalterliche Burgruine (Göllnitzer Burg, 1685 endgültig durch ein Feuer zerstört), eine barockisierte, ursprünglich gotische Kirche, ein Bergbaumuseum und ein barock umgestaltetes Renaissance-Rathaus.

## Söhne und Töchter der Stadt
- Gusztáv Gratz (1875–1946), ungarischer Politiker
- Ladislav Ščurko (* 1986), slowakischer Eishockeyspieler
- Michal Sersen (* 1985), slowakischer Eishockeyspieler